# Mārcis Vītols
Mārcis Vītols (Limbaži, 2 maggio 1992) è un cestista lettone.

## Palmarès
- Campionato lettone: 1

VEF Riga: 2020-2021
- Lega Lettone-Estone: 1

Ventspils: 2018-2019